# Вич, Чарлз Лейси
Чарлз Лейси Вич (англ. Charles Lacy Veach) — астронавт НАСА, полковник ВВС США. Совершил два космических полёта — на шаттлах: «Дискавери» и «Колумбия», в качестве специалиста полёта.

## Рождение и образование
Вич родился в 1944 году в городе Чикаго, штат Иллинойс, но своим родным считает город Гонолулу, штат Гавайи, где в 1962 году окончил среднюю школу. В 1966 году окончил Военно-воздушную Академию ВВС США и получил степень бакалавра (управление проектированием).

## Военная карьера
С 1966 года служил в ВВС США. Прошел лётную подготовку на авиабазе ВВС Муди в Джорджии и в 1967 году получил «крылья» пилота ВВС. Прошел подготовку на курсах лётчиков-истребителей на авиабазе Лак в Аризоне. С 1968 по 1981 год, более 14-ти лет служил лётчиком-истребителем ВВС США, летал на самолетах F-100 Супер Сейбр, F-111, и Republic F-105 Thunderchief на базах в США, Европе и Дальнем Востоке. Принимал участие во Вьетнамской войне и выполнил 275 боевых вылетов. В 1976—1977 годах служил в эскадрилье высшего пилотажа (акробатической эскадрильи) ВВС США — «Буревестники» на самолетах T-38. Ушёл в отставку из ВВС США в 1981 году, но продолжал служить в качестве лётчика-истребителя ВВС Национальной гвардии Техаса.
Общий налёт на различных типах самолётов составляет более 5 000 часов.

## Профессиональная деятельность
С января 1982 года работал в Космическом центре имени Джонсона в Хьюсьоне, в Техасе, в качестве инженера и лётчика-исследователя. Был пилотом инструктором самолёта-тренажера шаттла, модификации самолёта Гольфстрим-II, использовавшегося для подготовки пилотов шаттлов.

## Космическая подготовка
В мае 1984 года был зачислен в отряд астронавтов НАСА в составе 10-го набора в качестве специалиста полёта. Прошел курс ОКП с июля 1984 года. По окончании её в июне 1985 года получил квалификацию специалиста полёта и назначение в Отдел астронавтов НАСА. С 1992 года работал по программе использования робототехнических устройств на борту орбитальной станции.

## Космические полёты
- Первый полёт — STS-39[3], «шаттл Дискавери». Стартовал в космос 28 апреля 1991 года в качестве специалиста полёта, приземление 6 мая. Продолжительность полёта составила 8 суток 7 часов 23 минуты[4].
- Второй полёт — STS-52[5], «шаттл Колумбия». Стартовал в космос 22 октября 1992 года в качестве специалиста полёта, приземление 1 ноября. Продолжительность полёта составила 9 суток 20 часов 57 минут[6].

Провел в космосе — 18 суток 4 часа 20 минут 24 секунды.

## Память
Умер в Хьюстоне 3 октября 1995 года от рака мозга. Похоронен на Мемориальном кладбище Панчбоул, город Гонолулу, Гавайи.

## Награды
Имеет награды — Авиационный крест «За выдающиеся заслуги», медаль «За воздушные операции», медаль ВВС «За заслуги», медаль «Пурпурное сердце». Также награждён двумя медалями НАСА «За космический полёт».

## Семья
Был женат на Элис Мейг Скотт, у них двое детей. Увлекался сёрфингом, велоспортом, чтением. Любил проводить время со своей семьей.